# Lo and behold, reveries of the connected world
Lo and behold, reveries of the connected world är en amerikansk dokumentärfilm från 2016 i regi av Werner Herzog. Den handlar om Internets historia, dess påverkan på mänskligheten och om informationsteknologins framtid.

## Visningar
Filmen hade världspremiär vid Sundance Film Festival 2016 och visades bland annat vid BAM Cinemafest och AFI Docs samma år. Den gick upp på amerikanska biografer och digitala plattformar den 19 augusti 2016.

## Mottagande
Tim Grierson på Screen Daily skrev: "Så som ofta är fallet med Herzogs filmer innehåller Lo and behold färgstarka personligheter och en lekfullt kosmisk anda av vördnad, men filmen kan även vara otroligt rörande och tillnyktrande." Grierson skrev vidare: "Sant, vart och ett av Lo and beholds 10 kapitel skulle kunna utökas till en egen fullängdssdokumentär, men Herzogs flyktiga nedslag i olika frågor resulterar i en film som är tankeväckande och behagligt öppen."